# FK Spartak-2 Moscou
Maillots
Le Futbolny klub Spartak-2, plus couramment appelé Spartak-2 Moscou (en russe : «Спартак-2» Москва), est un club russe de football basé à Moscou. Il s'agît du club-école du Spartak Moscou, équipe de première division.
Actif de 1992 à 2000, puis de 2013 à 2022, il a notamment évolué au sein de la deuxième division russe entre 2015 et 2022.

## Histoire

### Premières années (1992-2000)
Fondé en 1992 sous le nom Spartak-d, le club est actif durant les années 1990 et évolue alors entre la troisième et la quatrième division professionnelle. Comptant alors dans ses rangs des joueurs tels qu'Andreï Tikhonov, Andrey Movsisyan ou encore Aleksandr Chirko, ses premières années le voit devenir rapidement une des équipes les plus prolifiques des divisions inférieures, dépassant la barre des cent buts en championnat lors de ses quatre premières saisons, atteignant un maximum de 165 buts inscrits lors de l'exercice 1994 en quatrième division. Le Spartak-d remporte par ailleurs dès sa première saison la zone 3 du troisième échelon, son statut de réserve l'empêchant cependant d'accéder à la deuxième division. Il termine ensuite troisième de la zone 4 en 1993 mais est rétrogradé au quatrième échelon avec le reste des équipes réserves.
Il reste ensuite quatre saisons à ce niveau, remportant notamment la zone 3 en 1994. Ses performances retombent progressivement avec la montée de ses meilleurs joueurs dans l'équipe première du Spartak. Une nouvelle réorganisation des compétitions le fait remonter en troisième division en 1998. Il prend à cette occasion le nom Spartak-2, et y évolue trois saisons avant de se retirer à l'issue de l'exercice 2000 pour rejoindre le championnat des réserves. Il est par la suite remplacé par l'équipe de jeunes du Spartak, qui évolue dans les championnats amateurs jusqu'à la création du championnat des jeunes en 2008.

### Refondation (2013-2022)
Le Spartak-2 sous sa forme actuelle est refondé au mois de mai 2013, alors que l'équipe première décide de recréer une réserve professionnelle au sein du groupe Centre de la troisième division pour la saison 2013-2014. Celui-ci est alors entraîné par Ievgueni Bushmanov. Finissant quatrième pour sa première saison, le club est replacé dès l'exercice suivant au sein du groupe Ouest où il domine cette fois nettement la compétition, terminant largement premier avec neuf points d'avance sur son dauphin, le Zénith-2 Saint-Pétersbourg et accédant ainsi à la deuxième division pour la saison 2015-2016. Il devient à cette occasion la première équipe réserve à accéder à cet échelon, étant accompagné par la suite par le Zénith-2 qui est quant à lui promu administrativement.
Pour ses débuts en deuxième division, le Spartak-2 effectue une saison positive qui le voit se classer cinquième de la division, tandis que Bushamanov est nommé entraîneur du mois en avril 2016. Notamment emmené par l'international russe Denis Davydov lors de l'exercice suivant, le club continue de se placer dans le haut de classement et accroche cette fois la sixième position tandis que Davydov termine quatrième meilleur buteur de la division avec treize buts marqués. Bushmanov quitte par ailleurs son poste d'entraîneur lors de la trêve hivernale au mois de janvier 2017 après trois ans et demi à la tête de l'équipe afin d'entraîner les espoirs russes, étant remplacé par Dmitri Gounko. La saison 2017-2018 est par contre plus compliquée le Spartak-2 qui stagne cette fois-ci dans le bas de classement et ne parvient à finir que quatorzième à deux points des places de relégation.
Après le départ Gounko à la fin de ce dernier exercice et son remplacement par Viktor Boulatov, l'équipe connaît un très bon début de saison 2018-2019, occupant notamment le podium pendant une grande partie de la première moitié d'exercice. Les résultats retombent cependant nettement après la trêve hivernale et le club termine finalement treizième, à seulement quatre points de la relégation. Alors que l'équipe se place seizième en position de relégable la saison suivante à la fin 2019, Boulatov est démis de ses fonctions au mois de janvier 2020. Son remplaçant Roman Pylypchuk (en) n'a quant à lui le temps de diriger que trois rencontres avant que la saison ne soit arrêtée de façon anticipée en raison de la pandémie de Covid-19 en Russie. Bien que le club se classe alors dix-septième, il est finalement sauvé par l'annulation des relégations sportives.
Sur le même schéma que deux ans auparavant, le Spartak-2 démarre la saison 2020-2021 de manière impressionnante en enregistrant pas moins de dix victoires lors des treize premières rencontre, occupant le podium de manière constante durant cette période. Malgré ces très bons débuts, le club connaît par la suite une chute drastique dans ses performances, ne remportant qu'un seul des seize matchs qui suivent. Alors que l'équipe se trouve à présent menacée par la relégation, Roman Pylypchuk (en) est finalement démis de ses fonctions en mars 2021 tandis que Ievgueni Bushmanov fait son retour à la tête du club. L'équipe conserve par la suite sa place au deuxième échelon en finissant quatorzième.
Après un exercice 2021-2022 voyant le club se maintenir confortablement en finissant septième, la direction du Spartak Moscou annonce dans la foulée la dissolution du Spartak-2. La principale raison invoquée est la réduction des coûts de fonctionnement alors que l'entité-mère se prépare à des coupes budgétaires pour les saisons à venir. Le budget alloué à cette deuxième équipe était d'environ 400 à 500 millions de roubles la saison précédente, soit 6% du budget total du Spartak.

## Bilan sportif

### Classements en championnat
La frise ci-dessous résume les classements successifs du club en championnat de Russie.

### Bilan par saison
| Saison    | Championnat  | Championnat  | Championnat  | Championnat  | Championnat  | Championnat  | Championnat  | Championnat  | Championnat  | Championnat  | Coupe de Russie     |
| Saison    | Division     | Pos          | Pts          | J            | V            | N            | D            | BP           | BC           | Diff         | Coupe de Russie     |
| --------- | ------------ | ------------ | ------------ | ------------ | ------------ | ------------ | ------------ | ------------ | ------------ | ------------ | ------------------- |
| 1992      | 3e Zone 3    | 1er          | 64           | 40           | 27           | 10           | 3            | 113          | 28           | +85          | —                   |
| 1993      | 3e Zone 2    | 3e           | 62           | 42           | 28           | 6            | 8            | 116          | 47           | +69          | Seizièmes de finale |
| 1994      | 4e Zone 3    | 1er          | 80           | 46           | 37           | 6            | 3            | 165          | 30           | +135         | 128es de finale     |
| 1995      | 4e Zone 3    | 2e           | 107          | 44           | 33           | 8            | 3            | 139          | 32           | +107         | —                   |
| 1996      | 4e Zone 3    | 4e           | 85           | 38           | 26           | 7            | 5            | 91           | 33           | +58          | —                   |
| 1997      | 4e Zone 3    | 6e           | 66           | 40           | 21           | 3            | 16           | 72           | 54           | +18          | —                   |
| 1998      | 3e Ouest     | 5e           | 74           | 40           | 21           | 11           | 8            | 94           | 50           | +44          | —                   |
| 1999      | 3e Ouest     | 9e           | 56           | 38           | 15           | 11           | 12           | 48           | 34           | +14          | —                   |
| 2000      | 3e Ouest     | 16e          | 37           | 36           | 9            | 10           | 17           | 35           | 55           | -20          | —                   |
| 2001-2012 | Club inactif | Club inactif | Club inactif | Club inactif | Club inactif | Club inactif | Club inactif | Club inactif | Club inactif | Club inactif | Club inactif        |
| 2013-2014 | 3e Centre    | 4e           | 50           | 30           | 15           | 5            | 10           | 58           | 40           | +18          | —                   |
| 2014-2015 | 3e Ouest     | 1er          | 66           | 30           | 20           | 6            | 4            | 66           | 26           | +40          | —                   |
| 2015-2016 | 2e           | 5e           | 59           | 38           | 17           | 8            | 13           | 52           | 49           | +3           | —                   |
| 2016-2017 | 2e           | 6e           | 56           | 38           | 15           | 11           | 12           | 56           | 43           | +13          | —                   |
| 2017-2018 | 2e           | 14e          | 42           | 38           | 11           | 9            | 18           | 47           | 64           | -17          | —                   |
| 2018-2019 | 2e           | 13e          | 46           | 38           | 12           | 10           | 16           | 45           | 47           | -2           | —                   |
| 2019-2020 | 2e           | 17e          | 26           | 27           | 6            | 8            | 13           | 38           | 45           | -7           | —                   |
| 2020-2021 | 2e           | 14e          | 49           | 42           | 14           | 7            | 21           | 53           | 77           | -24          | —                   |
| 2021-2022 | 2e           | 7e           | 58           | 38           | 18           | 4            | 16           | 48           | 55           | -7           | —                   |

Légende
- Promotion en division supérieure
- Relégation en division inférieure

## Entraîneurs
La liste suivante présente les différents entraîneurs du club,.
- Viktor Zernov (avril 1992-octobre 1995)
- Sergueï Rodionov (avril 1996-novembre 1998)
- Nikolai Kiselev (février 1999-mai 2000)
- Anatoli Korolev (juin 2000-octobre 2000)
- Ievgueni Bushmanov (mai 2013-janvier 2017)
- Dmitri Gounko (en) (janvier 2017-mai 2018)
- Viktor Boulatov (juin 2018-janvier 2020)
- Roman Pylypchuk (en) (janvier 2020-mars 2021)
- Ievgueni Bushmanov (mars 2021-mai 2022)